# 2 Chainz
Tauheed Epps (12 de setembro de 1977), anteriormente conhecido como Tity Boi, mais conhecido como 2 Chainz, é um rapper norte-americano de College Park, Geórgia. Ele atualmente tem contrato assinado com a Def Jam e, anteriormente, pertencia à Disturbing tha Peace e Playaz Circle. Seu álbum de estreia, Based on a T.R.U. Story, está previsto para estreia 14 de agosto de 2012.

## Carreira musical

### 2016–presente: Pretty Girls Like Trap Music
A 27 de janeiro de 2016, Epps lançou um EP intitulado "Felt Like Cappin", o EP foi lançado através de sites de transmissão online e iTunes, o EP é promovido pelo single "Back On That Bullshit" com Lil Wayne.

## Discografia
Studio albums
- Based on a T.R.U. Story (2012)
- B.O.A.T.S. II: Me Time (2013)
- ColleGrove (2016)
- Pretty Girls Like Trap Music (2017)
- Rap or Go to the League  (2019)
- So Help Me God! (2020)
- Dope Don't Sell Itself (2022)
- B.O.A.T.S. III (TBA)

Álbuns colaborativos
- No Face No Case (com The Real University) (2020)
- Welcome 2 Collegrove (com Lil Wayne) (2023)